# Divizia Națională 2009-2010
Il campionato di calcio moldavo 2009-2010 (Divizia Națională in lingua rumena) è stata la 19ª edizione della manifestazione. Ebbe inizio il 5 luglio 2009 e si concluse il 16 maggio 2010, fu vinto per la decima volta consecutiva dallo Sheriff Tiraspol.

## Novità
Il 6 giugno 2009 il club del Tiligul-Tiras Tiraspol annunciò che si sarebbe sciolto, adducendo ragioni di mancanza di fondi. Come conseguenza di ciò l'Academia UTM Chișinău, qualificatosi al penultimo posto durante la stagione 2008-2009 e quindi retrocesso, riuscì a salvarsi. Il Politehnica Chișinău arrivato ultimo in seguito al suo ritiro dal campionato, chiaramente, retrocedette come da regolamento.
Le nuove protagoniste del massimo campionato moldavo furono il FC Viitorul Orhei, vincitore della seconda divisione e, sorprendentemente, lo Sfîntul Gheorghe Suruceni, arrivato solo 11° ma promosso d'ufficio in seguito alla richiesta dei suoi dirigenti. Le ragioni sono oscure, ma paiono essere dovute alle eccellenti infrastrutture in dotazione al club, uniche nel paese.

## Formula
A causa dello scarso numero di squadre (12), oltre ai classici gironi di andata e ritorno fu prevista una terza tornata che permetté così la disputa di un totale di 33 giornate, negli standard degli altri campionati europei.
Retrocedettero in Divizia A le ultime due.
Le squadre partecipanti alle coppe europee furono quattro: la squadra campione si qualificò alla UEFA Champions League 2010-2011 partendo dal secondo turno preliminare. Le squadre classificate al secondo e terzo posto furono ammesse alla UEFA Europa League 2010-2011, partendo entrambe dal primo turno preliminare insieme alla vincitrice della coppa nazionale.

## Squadre
| Squadra               | Città    | Stadio | Stagione 2008-2009   |
| --------------------- | -------- | ------ | -------------------- |
| FC Dinamo Bender      | Bender   |        | 5°                   |
| FC Viitorul Orhei     | Orhei    |        | Divizia A            |
| Dacia Chișinău        | Chișinău |        | 2°                   |
| FC Sfîntul Gheorghe   | Suruceni |        | Divizia A            |
| Zimbru Chișinău       | Chișinău |        | 4°                   |
| Nistru Otaci          | Otaci    |        | 8°                   |
| Sheriff Tiraspol      | Tiraspol |        | Campione di Moldavia |
| FC Tiraspol           | Tiraspol |        | 7°                   |
| Olimpia Bălți         | Bălți    |        | 6°                   |
| FC Iskra-Stal Rîbnița | Rîbnița  |        | 3°                   |
| CSCA-Rapid Chișinău   | Chișinău |        | 9°                   |
| Academia UTM Chișinău | Chișinău |        | 11°                  |

## Classifica
|                     | Pos. | Squadra           | Pt | G  | V  | N  | P  | GF | GS | DR  |
| ------------------- | ---- | ----------------- | -- | -- | -- | -- | -- | -- | -- | --- |
| Moldavia (bandiera) | 1.   | Sheriff Tiraspol  | 84 | 33 | 27 | 3  | 3  | 75 | 8  | 67  |
|                     | 2.   | Iskra-Stal        | 65 | 33 | 19 | 8  | 6  | 50 | 25 | +25 |
|                     | 3.   | Zarea Bălți       | 60 | 33 | 17 | 9  | 7  | 45 | 23 | +22 |
|                     | 4.   | Zimbru Chișinău   | 59 | 33 | 17 | 8  | 8  | 47 | 29 | +18 |
|                     | 5.   | Dacia Chișinău    | 58 | 33 | 16 | 10 | 7  | 54 | 30 | +24 |
|                     | 6.   | Rapid Chișinău    | 45 | 33 | 12 | 9  | 12 | 40 | 39 | +1  |
|                     | 7.   | Academia Chișinău | 42 | 33 | 11 | 9  | 13 | 36 | 37 | -1  |
|                     | 8.   | Viitorul Orhei    | 36 | 33 | 10 | 6  | 17 | 32 | 45 | -13 |
|                     | 9.   | Tiraspol          | 34 | 33 | 8  | 10 | 15 | 20 | 34 | -14 |
|                     | 10.  | Dinamo Bender     | 32 | 33 | 9  | 5  | 19 | 36 | 66 | -30 |
|                     | 11.  | Sfîntul Gheorghe  | 24 | 33 | 6  | 6  | 21 | 29 | 67 | -38 |
|                     | 12.  | Nistru Otaci      | 11 | 33 | 2  | 5  | 26 | 13 | 74 | -61 |

Legenda:

      Campione di Moldavia
      Qualificata alla UEFA Europa League
      Retrocessa in Divizia A
Note:

Tre punti a vittoria, uno a pareggio, zero a sconfitta.

## Verdetti
- Campione:  Sheriff Tiraspol
- Qualificato alla UEFA Champions League:  Sheriff Tiraspol (al primo turno preliminare)
- Qualificato alla UEFA Europa League:  Iskra-Stal,  Zarea Bălți,  Dacia Chișinău
- Retrocessa in Divizia "A":  Sfîntul Gheorghe,  Nistru Otaci